# English Football League Trophy 2016-2017
L'English Football League Trophy 2016-2017 è la 36ª edizione della manifestazione calcistica. Il detentore del titolo è il Barnsley. A trionfare in questa edizione invece è il Coventry, al primo successo in questa competizione.

## Squadre Partecipanti
|                      | League One | League Two | Accademie |
| -------------------- | --- | --- | --- |
| Squadre Partecipanti | - AFC Wimbledon - Bolton - Bradford City - Bristol Rovers - Bury - Charlton - Chesterfield - Coventry City - Fleetwood Town - Gillingham - Millwall - MK Dons - Northampton Town - Oldham Athletic - Oxford Utd - Peterborough Utd - Port Vale - Rochdale - Scunthorpe Utd - Sheffield Utd - Shrewsbury Town - Southend Utd - Swindon Town - Walsall | - Accrington Stanley - Barnet - Blackpool - Cambridge Utd - Carlisle Utd - Cheltenham Town - Colchester Utd - Crawley Town - Crewe Alexandra - Doncaster - Exeter City - Grimsby Town - Hartlepool Utd - Leyton Orient - Luton Town - Mansfield Town - Morecambe - Newport County - Notts County - Plymouth - Portsmouth - Stevenage - Wycombe - Yeovil Town | - Blackburn Rovers U21 - Brighton & Hove Albion U21 - Chelsea U21 - Derby County U21 - Everton U21 - Leicester City U21 - Middlesbrough U21 - Norwich City U21 - Reading U21 - Southampton U21 - Stoke City U21 - Sunderland U21 - Swansea City U21 - West Bromwich Albion U21 - West Ham United U21 - Wolverhampton Wanderers U21 |
| Totale               | 24 | 24 | 16 |

## Date
Le date della competizione sono state annunciate durante luglio 2016.
| Fase                 | Date                            | Numero di squadre |
| -------------------- | ------------------------------- | ----------------- |
| Gironi               | 29 agosto – 4 settembre 2016    | 64                |
| Gironi               | 3–9 ottobre 2016                | 64                |
| Gironi               | 7–13 novembre 2016              | 64                |
| Sedicesimi di finale | 5–11 dicembre 2016              | 32                |
| Ottavi di finale     | 9–15 gennaio 2017               | 16                |
| Quarti di finale     | 23–29 gennaio 2017              | 8                 |
| Semifinali           | 20–26 febbraio 2017             | 4                 |
| Finale               | 2 aprile 2017 (Wembley Stadium) | 2                 |

## Fase a gironi

### Sezione Nord

#### Gruppo A
| Squadra         | P.ti | G | V | N | P | Goal |
| --------------- | ---- | - | - | - | - | ---- |
| Cheltenham Town | 6    | 3 | 2 | 0 | 1 | 5:3  |
| Blackpool       | 5    | 3 | 1 | 1 | 1 | 3:3  |
| Everton U21     | 4    | 3 | 1 | 1 | 1 | 4:3  |
| Bolton          | 3    | 3 | 1 | 0 | 2 | 1:3  |

#### Gruppo B
| Squadra                     | P.ti | G | V | N | P | Goal |
| --------------------------- | ---- | - | - | - | - | ---- |
| Wolverhampton Wanderers U21 | 6    | 3 | 2 | 0 | 1 | 8:4  |
| Chesterfield                | 6    | 3 | 2 | 0 | 1 | 5:5  |
| Crewe Alexandra             | 3    | 3 | 1 | 0 | 2 | 5:5  |
| Accrington Stanley          | 3    | 3 | 1 | 0 | 2 | 4:8  |

#### Gruppo C
| Squadra        | P.ti | G | V | N | P | Goal |
| -------------- | ---- | - | - | - | - | ---- |
| Bradford City  | 6    | 3 | 2 | 0 | 1 | 5:4  |
| Morecambe      | 6    | 3 | 2 | 0 | 1 | 7:7  |
| Bury           | 4    | 3 | 1 | 1 | 1 | 6:4  |
| Stoke City U21 | 2    | 3 | 0 | 1 | 2 | 2:5  |

#### Gruppo D
| Squadra              | P.ti | G | V | N | P | Goal |
| -------------------- | ---- | - | - | - | - | ---- |
| Carlisle Utd         | 9    | 3 | 3 | 0 | 0 | 11:6 |
| Oldham Athletic      | 5    | 3 | 1 | 1 | 1 | 8:7  |
| Fleetwood Town       | 3    | 3 | 1 | 0 | 2 | 3:6  |
| Blackburn Rovers U21 | 1    | 3 | 0 | 1 | 2 | 2:5  |

#### Gruppo E
| Squadra          | P.ti | G | V | N | P | Goal |
| ---------------- | ---- | - | - | - | - | ---- |
| Doncaster        | 6    | 3 | 1 | 2 | 0 | 4:2  |
| Mansfield Town   | 6    | 3 | 2 | 0 | 1 | 4:5  |
| Port Vale        | 5    | 3 | 1 | 1 | 1 | 1:1  |
| Derby County U21 | 1    | 3 | 0 | 1 | 2 | 4:6  |

#### Gruppo F
| Squadra        | P.ti | G | V | N | P | Goal |
| -------------- | ---- | - | - | - | - | ---- |
| Rochdale       | 8    | 3 | 2 | 1 | 0 | 5:3  |
| Sunderland U21 | 7    | 3 | 2 | 1 | 0 | 4:2  |
| Notts County   | 3    | 3 | 1 | 0 | 2 | 4:5  |
| Hartlepool Utd | 0    | 3 | 0 | 0 | 3 | 2:5  |

#### Gruppo G
| Squadra           | P.ti | G | V | N | P | Goal |
| ----------------- | ---- | - | - | - | - | ---- |
| Scunthorpe Utd    | 9    | 3 | 3 | 0 | 0 | 6:1  |
| Cambridge Utd     | 6    | 3 | 2 | 0 | 1 | 3:3  |
| Shrewsbury Town   | 3    | 3 | 1 | 0 | 2 | 3:3  |
| Middlesbrough U21 | 0    | 3 | 0 | 0 | 3 | 2:7  |

#### Gruppo H
| Squadra            | P.ti | G | V | N | P | Goal |
| ------------------ | ---- | - | - | - | - | ---- |
| Walsall            | 9    | 3 | 3 | 0 | 0 | 8:3  |
| Leicester City U21 | 5    | 3 | 1 | 1 | 1 | 1:1  |
| Sheffield Utd      | 4    | 3 | 1 | 1 | 1 | 5:4  |
| Grimsby Town       | 0    | 3 | 0 | 0 | 3 | 4:10 |

### Sezione Sud

#### Gruppo A
| Squadra        | P.ti | G | V | N | P | Goal |
| -------------- | ---- | - | - | - | - | ---- |
| Yeovil Town    | 7    | 3 | 2 | 1 | 0 | 6:3  |
| Reading U21    | 5    | 3 | 1 | 1 | 1 | 5:6  |
| Portsmouth     | 4    | 3 | 1 | 1 | 1 | 6:6  |
| Bristol Rovers | 2    | 3 | 0 | 1 | 2 | 2:4  |

#### Gruppo B
| Squadra          | P.ti | G | V | N | P | Goal |
| ---------------- | ---- | - | - | - | - | ---- |
| AFC Wimbledon    | 6    | 3 | 2 | 0 | 1 | 5:3  |
| Swansea City U21 | 6    | 3 | 2 | 0 | 1 | 4:4  |
| Plymouth         | 3    | 3 | 1 | 0 | 2 | 5:5  |
| Newport County   | 3    | 3 | 1 | 0 | 2 | 4:6  |

#### Gruppo C
| Squadra      | P.ti | G | V | N | P | Goal |
| ------------ | ---- | - | - | - | - | ---- |
| Swindon Town | 7    | 3 | 1 | 2 | 0 | 3:2  |
| Oxford Utd   | 5    | 3 | 1 | 2 | 0 | 5:3  |
| Exeter City  | 4    | 3 | 1 | 1 | 1 | 6:7  |
| Chelsea U21  | 2    | 3 | 0 | 1 | 2 | 4:6  |

#### Gruppo D
| Squadra             | P.ti | G | V | N | P | Goal |
| ------------------- | ---- | - | - | - | - | ---- |
| Coventry City       | 9    | 3 | 3 | 0 | 0 | 11:5 |
| Wycombe             | 6    | 3 | 2 | 0 | 1 | 8:4  |
| West Ham United U21 | 2    | 3 | 0 | 1 | 2 | 3:8  |
| Northampton Town    | 1    | 3 | 0 | 1 | 2 | 2:7  |

#### Gruppo E
| Squadra         | P.ti | G | V | N | P | Goal |
| --------------- | ---- | - | - | - | - | ---- |
| Southampton U21 | 7    | 3 | 2 | 1 | 0 | 6:1  |
| Crawley Town    | 6    | 3 | 2 | 0 | 1 | 3:4  |
| Charlton        | 3    | 3 | 0 | 2 | 1 | 1:3  |
| Colchester Utd  | 2    | 3 | 0 | 1 | 2 | 2:4  |

#### Gruppo F
| Squadra          | P.ti | G | V | N | P | Goal |
| ---------------- | ---- | - | - | - | - | ---- |
| Norwich City U21 | 9    | 3 | 3 | 0 | 0 | 15:2 |
| MK Dons          | 5    | 3 | 1 | 1 | 1 | 4:6  |
| Peterborough Utd | 3    | 3 | 1 | 0 | 2 | 3:8  |
| Barnet           | 1    | 3 | 0 | 1 | 2 | 3:9  |

#### Gruppo G
| Squadra                    | P.ti | G | V | N | P | Goal |
| -------------------------- | ---- | - | - | - | - | ---- |
| Southend Utd               | 6    | 3 | 2 | 0 | 1 | 3:4  |
| Brighton & Hove Albion U21 | 5    | 3 | 1 | 1 | 1 | 3:4  |
| Stevenage                  | 4    | 3 | 1 | 1 | 1 | 7:5  |
| Leyton Orient              | 3    | 3 | 1 | 0 | 2 | 3:3  |

#### Gruppo H
| Squadra                  | P.ti | G | V | N | P | Goal |
| ------------------------ | ---- | - | - | - | - | ---- |
| Millwall                 | 9    | 3 | 3 | 0 | 0 | 7:2  |
| Luton Town               | 6    | 3 | 2 | 0 | 1 | 5:4  |
| Gillingham               | 3    | 3 | 1 | 0 | 2 | 4:4  |
| West Bromwich Albion U21 | 0    | 3 | 0 | 0 | 3 | 0:6  |

## Fase a eliminazione diretta

### Sedicesimi di finale

#### Sezione Nord
| Squadra 1                   | Risultato       | Squadra 2          |
| --------------------------- | --------------- | ------------------ |
| 5 dicembre 2016             |                 |                    |
| Wolverhampton Wanderers U21 | 1 - 1 (4-3 dcr) | Sunderland U21     |
| 6 dicembre 2016             |                 |                    |
| Carlisle United             | 2 - 3           | Mansfield Town     |
| Doncaster Rovers            | 1 - 1 (7-8 dcr) | Blackpool          |
| Rochdale                    | 0 - 2           | Chesterfield       |
| Scunthorpe United           | 1 - 1 (5-3 dcr) | Morecambe          |
| 7 dicembre 2016             |                 |                    |
| Bradford City               | 1 - 0           | Cambridge United   |
| 13 dicembre 2016            |                 |                    |
| Walsall                     | 1 - 3           | Oldham Athletic    |
| 10 gennaio 2017             |                 |                    |
| Cheltenham Town             | 6 - 1           | Leicester City U21 |

#### Sezione Sud
| Squadra 1          | Risultato       | Squadra 2                  |
| ------------------ | --------------- | -------------------------- |
| 6 dicembre 2016    |                 |                            |
| Norwich City U21   | 0 - 1           | Swansea City U21           |
| Southend United    | 1 - 1 (3-4 dcr) | Oxford United              |
| Swindon Town       | 2 - 3           | Luton Town                 |
| AFC Wimbledon      | 1 - 2           | Brighton & Hove Albion U21 |
| Yeovil             | 4 - 1           | Milton Keynes Dons         |
| 7 dicembre 2016    |                 |                            |
| Coventry City      | 1 - 0           | Crawley                    |
| Millwall           | 1 - 3           | Wycombe Wanderers          |
| 21 dicembre 2016   |                 |                            |
| FC Southampton U21 | 1 - 1 (3-4 dcr) | FC Reading U21             |

### Ottavi di finale
| Squadra 1        | Risultato       | Squadra 2                   |
| ---------------- | --------------- | --------------------------- |
| 10 gennaio 2017  |                 |                             |
| Blackpool        | 1 - 1 (4-5 dcr) | Wycombe Wanderers           |
| Swansea City U21 | 2 - 1           | Wolverhampton Wanderers U21 |
| Luton Town       | 4 - 0           | Chesterfield                |
| Oxford United    | 4 - 1           | Scunthorpe United           |
| Coventry City    | 3 - 0           | Brighton & Hove Albion U21  |
| Mansfield Town   | 2 - 0           | Oldham Athletic             |
| Yeovil           | 4 - 2           | FC Reading U21              |
| 17 gennaio 2017  |                 |                             |
| Cheltenham Town  | 0 - 1           | Bradford City               |

### Quarti di finale
| Squadra 1        | Risultato       | Squadra 2         |
| ---------------- | --------------- | ----------------- |
| 24 gennaio 2017  |                 |                   |
| Mansfield Town   | 1 - 2           | Wycombe Wanderers |
| Swansea City U21 | 1 - 1 (2-4 dcr) | Coventry City     |
| 31 gennaio 2017  |                 |                   |
| Oxford United    | 2 - 1           | Bradford City     |
| 7 febbraio 2017  |                 |                   |
| Luton Town       | 5 - 2           | Yeovil            |

### Semifinali
| Squadra 1       | Risultato | Squadra 2         |
| --------------- | --------- | ----------------- |
| 7 febbraio 2017 |           |                   |
| Coventry City   | 2 - 1     | Wycombe Wanderers |
| 1 marzo 2017    |           |                   |
| Luton Town      | 2 - 3     | Oxford United     |

### Finale
| Squadra 1     | Risultato | Squadra 2     |
| ------------- | --------- | ------------- |
| 2 aprile 2017 |           |               |
| Coventry City | 2 - 1     | Oxford United |